# Samling (musikgrupp)
Samling är en svensk rockgrupp från Stockholm. Musiken har beskrivits som psykedelisk rock, folkrock och progg.

## Medlemmar
Nuvarande medlemmar
- Max Groundstroem – sång, gitarr
- Victor Hvidfeldt – basgitarr
- Erik Sainz – congas
- John Lindblom – gitarr
- Karl-Johan Liljeberg – trummor
- Petter Karlsson – gitarr
- Tobias ”Topi” Okko Öhman – percussion

## Diskografi
Studioalbum
- När mullret dövar våra öron blir vi rädda (2011)
- Annanstans (2013)
- Sen glömmer jag hur du ser ut (2015)
- Autisten (2023)

EP
- Anna (2011)

Singlar
- "Dra täcket över huvudet" / "Dra täcket över huvudet (edit)" (2011)
- "Normal" / "Stackars lilla värsting" (2011)
- "Aldrig sätta sig på tvären (Name In Lights Remix)" / "Aldrig sätta sig på tvären" (2012)[2]
- "Stackars lilla värsting (D. Lissvik Remix)" (2012)
- "Varje sekund, varenda minut" (2013)
- "Natten" (2013)
- "Varulv" (2015)
- "Tomma på allt" (2015)
- "Du" (2015)
- "Avgå Alla" (2021)
- "Stor större störst" (2023)
- "Pappa" (2023)
- "Hjärtat som en slägga" (2023)